# Luiz Januário Lamartine Nogueira
Luiz Januário Lamartine Nogueira (Coreaú, 19 de setembro de 1851 - Viçosa do Ceará, 12 de novembro de 1902) foi um comerciante, agricultor e político brasileiro, com atuação no estado do Ceará, onde foi deputado provincial.

## Biografia
Nasceu  em Santo Antonio do Coreaú, atual distrito de Araquém. Era filho de Manoel da Costa Nogueira e Florência da Ressurreição Viana. Aos 18 anos de idade mudou-se para Viçosa do Ceará, trabalhando na agricultura e no comércio.
Em 25 de março de 1875 foi nomeado promotor adjunto da comarca; neste mesmo ano ainda trabalhou de agente do serviço postal do Império.
Foi eleito vereador para o quadriênio 1877 a 1880, ocasião em que foi presidente da Câmara Municipal de Viçosa. Foi juiz de paz  de janeiro de 1881 a julho de 1882. Foi eleito deputado provincial no dia 14 de dezembro de 1881. Como deputado militou pelo abolicionismo.

## Obras literárias publicadas
- Um ponto importante da História do Ceará, 1897[6]
- Aldeias do Camarão, 1897[6][8]